# Kaple vidovdanských hrdinů
Kaple vidovdanských hrdinů (srbochorvatsky Капела видовданских хероја, Kapela vidovdanskih heroja) je srbská pravoslavná kaple a mauzoleum, jež se nachází na pravoslavném hřbitově svatých archandělů Georgije a Gavrila v Sarajevu v Bosně a Hercegovině.
V kryptě kaple jsou uloženy tělesné ostatky Gavrila Principa a dalších členů uskupení Mladá Bosna, kteří se 28. června 1914 podíleli na atentátu na arcivévodu Františka Ferdinanda d'Este.
V roce 2019 byla kaple renovována.

## Pohřbené osobnosti
Dvanácti osobnostmi pohřbenými v kryptě kaple jsou Gavrilo Princip, Bogdan Žerajić, Vladimir Gaćinović, Nedeljko Čabrinović, Danilo Ilić, Veljko Čubrilović, Neđo Kerović, Mitar Kerović, Mihajlo Miško Jovanović, Jakov Milović, Trifun Grabež a Marko Perin.